# Nemacladus interior
Nemacladus interior là loài thực vật có hoa trong họ Hoa chuông. Loài này được (Munz) G.T.Robbins mô tả khoa học đầu tiên năm 1958.